# 第50回高松宮記念
第50回高松宮記念（だい50かいたかまつのみやきねん）は、2020年3月29日に中京競馬場にて施行された競馬の競走である。
2019年から中国を起点に流行したCOVID-19の感染拡大を防ぐため76年ぶり、日本中央競馬会（JRA）として初めて「無観客競馬」として開催された。
クリノガウディーが1位入線したが降着となり、2位入線のモズスーパーフレアが優勝となり、2010年の第30回ジャパンカップ以来、10年ぶりに2位入線馬による繰り上がり優勝となった。

## COVID-19による影響

### 無観客競馬
日本中央競馬会（JRA）は、COVID-19の感染拡大を受けて、2月29日から競馬場に観客を入れずに開催を行う「無観客競馬」を実施していた。レース当週についても、3月26日に同じく「無観客競馬」で行うと発表し、またウインズ、エクセル、パークウインズ、J-PLACEなどの場外馬券発売所の入場、発売や払い戻しの休止が継続することとなった。そのため、馬券の発売、払い戻しは、電話投票・インターネット投票に限定された。
「無観客競馬」によるGIは、日本競馬会時代の1944年、戦況が悪化したために桜花賞、皐月賞、天皇賞（春）、東京優駿（日本ダービー）、菊花賞の5競走が「能力検定競走」として「無観客競馬」が行われた以来76年ぶりである。戦後初めてであり、日本中央競馬会（JRA）が創立された1954年以降史上初めてのことである。

### 馬主の入場制限
日本馬主連合会の大八木信行会長は3月26日、馬主の競馬場への入場を自粛することが決定した。本来JRAが馬主の競馬場への入場を禁止してはいないが、馬主が自主的に判断し自粛となった。西川賢会長代行は「（25日の）小池（百合子）都知事の会見を聞いて、このままでは競馬の開催自体も危うくなると感じた。特に中山はシビア。馬主はファンの方よりも騎手や調教師と接する立場で、競馬開催を続けるためには入場を自粛するべき。」が決断の理由としていた。レース後の表彰式や口取り式と写真撮影、及び記録達成後のセレモニーなどが中止された
例外としてGI出走馬の馬主のみ入場が認められ、GIの優勝馬の表彰式は通常より縮小して行われた。また密集状態をさけるため、馬主及び関係者がパドックでは周回する馬の内側に入ることを制限した。

### ファンファーレ
当日は、ポッカレモン消防音楽隊（名古屋市消防音楽隊）によるファンファーレの生演奏が披露される予定であったが中止し、CD音源により放送された。

### 外国での競馬に関する影響

#### ドバイ
3月22日、アラブ首長国連邦（UAE）のドバイ政府が感染拡大を受けて、28日に行われる予定の、第25回ドバイワールドカップ、及びドバイワールドカップデーに開催されるすべての競走の中止を発表した。
感染拡大でUAEに入国が不可能になることを恐れて、クリストフ・ルメールと古川吉洋は早期に渡航していたが、中止となり帰国。その後2週間隔離され、高松宮記念に参戦することは叶わなかった。

##### 乗り替わり
またドバイワールドカップデーが中止となったことで、ドバイで騎乗する予定の川田将雅、武豊、ミルコ・デムーロ、横山和生が渡航を取りやめて日本で騎乗することとなった。ダノンスマッシュは三浦皇成に乗り替わって高松宮記念に参戦予定であったが、川田が乗り替わり騎乗。アイラブテーラーは和田竜二で参戦予定であったが、武が騎乗。和田はスライドしてクリノガウディーへの騎乗することとなった。またデムーロはモズアスコットに騎乗し参戦することとなった（詳細は後述）。

#### オーストラリア
モズアスコットは、4月4日にランドウィック競馬場で行われるドンカスターマイル（G1）に招待を受けて出走する予定であった。3月16日の夜に成田国際空港から出国の予定であったが、その日の朝に遠征を取りやめた。東京競馬場で出国のために検疫を行っていたが、栗東トレーニングセンターに戻って、急遽高松宮記念に参戦することとなった。ミルコ・デムーロはドバイシーマクラシック（G1）にラヴズオンリーユーで参戦予定であったが、中止のために出国を取りやめて日本にとどまり、高松宮記念にモズアスコットで参戦することが決定した。

## レース施行前の状況

### 主な前哨戦の結果
馬名が太字強調は高松宮記念に出走する競走馬である。

#### 2019年

##### 11月
第64回京阪杯（GIII）
| 着順 | 馬番 | 馬名             | 性齢 | 騎手     | 斤量 | タイム | 着差     | 着差 | 人気 |
| ---- | ---- | ---------------- | ---- | -------- | ---- | ------ | -------- | ---- | ---- |
| 1    | 6    | ライトオンキュー | 牡4  | 古川吉洋 | 56   | 1:08.8 |          |      | 2    |
| 2    | 12   | アイラブテーラー | 牝3  | 和田竜二 | 53   | 1:09.1 | 1馬身3/4 | 0.3  | 3    |
| 3    | 7    | カラクレナイ     | 牝5  | 大野拓弥 | 54   | 1:09.1 | 1/2馬身  | 0.3  | 7    |

##### 12月
第14回阪神カップ（GII）
| 着順 | 馬番 | 馬名               | 性齢 | 騎手       | 斤量 | タイム | 着差   | 着差 | 人気 |
| ---- | ---- | ------------------ | ---- | ---------- | ---- | ------ | ------ | ---- | ---- |
| 1    | 5    | グランアレグリア   | 牝3  | C.ルメール | 54   | 1:19.4 |        |      | 1    |
| 2    | 10   | フィアーノロマーノ | 牡5  | C.スミヨン | 57   | 1:20.2 | 5馬身  | 0.8  | 3    |
| 3    | 6    | メイショウショウブ | 牝3  | 松山弘平   | 54   | 1:20.2 | アタマ | 0.8  | 10   |

#### 2020年

##### 2月
第25回シルクロードステークス（GIII）
| 着順 | 馬番 | 馬名               | 性齢 | 騎手     | 斤量 | タイム | 着差 | 着差 | 人気 |
| ---- | ---- | ------------------ | ---- | -------- | ---- | ------ | ---- | ---- | ---- |
| 1    | 8    | アウィルアウェイ   | 牝4  | 川田将雅 | 55   | 1:09.0 |      |      | 3    |
| 2    | 6    | エイティーンガール | 牝4  | 四位洋文 | 53   | 1:09.0 | クビ | 0.0  | 6    |
| 3    | 15   | ナランフレグ       | 牡4  | 丸田恭介 | 54   | 1:09.1 | クビ | 0.1  | 8    |

第37回フェブラリーステークス（GI）

##### 3月
第64回阪急杯（GIII）
| 着順 | 馬番 | 馬名               | 性齢 | 騎手     | 斤量 | タイム | 着差          | 着差 | 人気 |
| ---- | ---- | ------------------ | ---- | -------- | ---- | ------ | ------------- | ---- | ---- |
| 1    | 14   | ベストアクター     | 騸6  | 浜中俊   | 56   | 1:20.3 |               |      | 6    |
| 2    | 10   | フィアーノロマーノ | 牡6  | 川田将雅 | 56   | 1:20.4 | クビ+1馬身1/2 | 0.1  | 2    |
| 降着 | 3    | ダイアトニック     | 牡5  | 北村友一 | 57   | 1:20.3 | 降着          | 0.0  | 1    |
|      |      |                    |      |          |      |        |               |      |      |
| 5    | 7    | ステルヴィオ       | 牡5  | 丸山元気 | 57   | 1:20.5 |               | 0.2  | 4    |
|      |      |                    |      |          |      |        |               |      |      |
| 7    | 5    | クリノガウディー   | 牡4  | 森裕太朗 | 56   | 1:20.7 |               | 0.4  | 3    |

第15回オーシャンステークス（GIII）
| 着順 | 馬番 | 馬名               | 性齢 | 騎手       | 斤量 | タイム | 着差     | 着差 | 人気 |
| ---- | ---- | ------------------ | ---- | ---------- | ---- | ------ | -------- | ---- | ---- |
| 1    | 2    | ダノンスマッシュ   | 牡5  | 川田将雅   | 56   | 1:07.4 |          |      | 1    |
| 2    | 10   | ナックビーナス     | 牝7  | 横山典弘   | 54   | 1:07.6 | 1馬身1/2 | 0.2  | 3    |
| 3    | 1    | タワーオブロンドン | 牡5  | C.ルメール | 58   | 1:08.1 | 3馬身    | 0.7  | ２   |
|      |      |                    |      |            |      |        |          |      |      |
| 7    | 8    | ダイメイプリンセス | 牝7  | 秋山真一郎 | 54   | 1:08.4 |          | 1.0  | 5    |
|      |      |                    |      |            |      |        |          |      |      |
| 9    | 4    | ティーハーフ       | 牡10 | 国分優作   | 56   | 1:08.7 |          | 1.3  | 12   |
|      |      |                    |      |            |      |        |          |      |      |
| 13   | 12   | ラブカンプー       | 牝5  | F.ミナリク | 54   | 1:09.0 |          | 1.6  | 14   |

ダノンスマッシュは高松宮記念の優先出走権を獲得した。

### 施行前の状況

#### 登録馬
| 馬名                       | 決定賞金（千円） | レーティング | 備考              |
| 外国調教馬                 | 外国調教馬       | 外国調教馬   | 外国調教馬        |
| -------------------------- | ---------------- | ------------ | ----------------- |
| 登録なし                   |                  |              |                   |
| 優先出走                   |                  |              |                   |
| ダノンスマッシュ           | 150,000          | 114          | 優先出走権獲得    |
| レーティング上位5頭        |                  |              |                   |
| 除外馬中に対象なく適用なし |                  |              |                   |
| 獲得賞金順                 |                  |              |                   |
| モズアスコット             | 356,000          | 116          |                   |
| タワーオブロンドン         | 349,000          | 117          |                   |
| グランアレグリア           | 245,000          | 121          |                   |
| ノームコア                 | 232,000          | 117          |                   |
| ステルヴィオ               | 183,000          | -            |                   |
| セイウンコウセイ           | 140,000          | 112          |                   |
| ダイアトニック             | 127,000          | 112          |                   |
| モズスーパーフレア         | 122,500          | 115          |                   |
| ナックビーナス             | 118,000          | 112          |                   |
| ダイメイプリンセス         | 100,500          | 112          |                   |
| アイラブテーラー           | 88,000           | -            |                   |
| アウィルアウェイ           | 86,500           | 111          |                   |
| ラブカンプー               | 80,500           | -            |                   |
| シヴァージ                 | 57,000           | -            |                   |
| グルーヴィット             | 55,500           | -            | 3頭回避により繰上 |
| ティーハーフ               | 55,250           | -            | 3頭回避により繰上 |
| クリノガウディー           | 48,000           | 110          | 3頭回避により繰上 |

GI優勝馬は、安田記念、フェブラリーステークスと芝とダートの両方でGIを制したモズアスコット。前年のスプリンターズステークスを勝利したタワーオブロンドン。桜花賞を制しグランアレグリア。前年のヴィクトリアマイルを制したノームコア。前々年のマイルチャンピオンシップ優勝のステルヴィオ。2年前の高松宮記念を勝利したセイウンコウセイの6頭が参戦した。

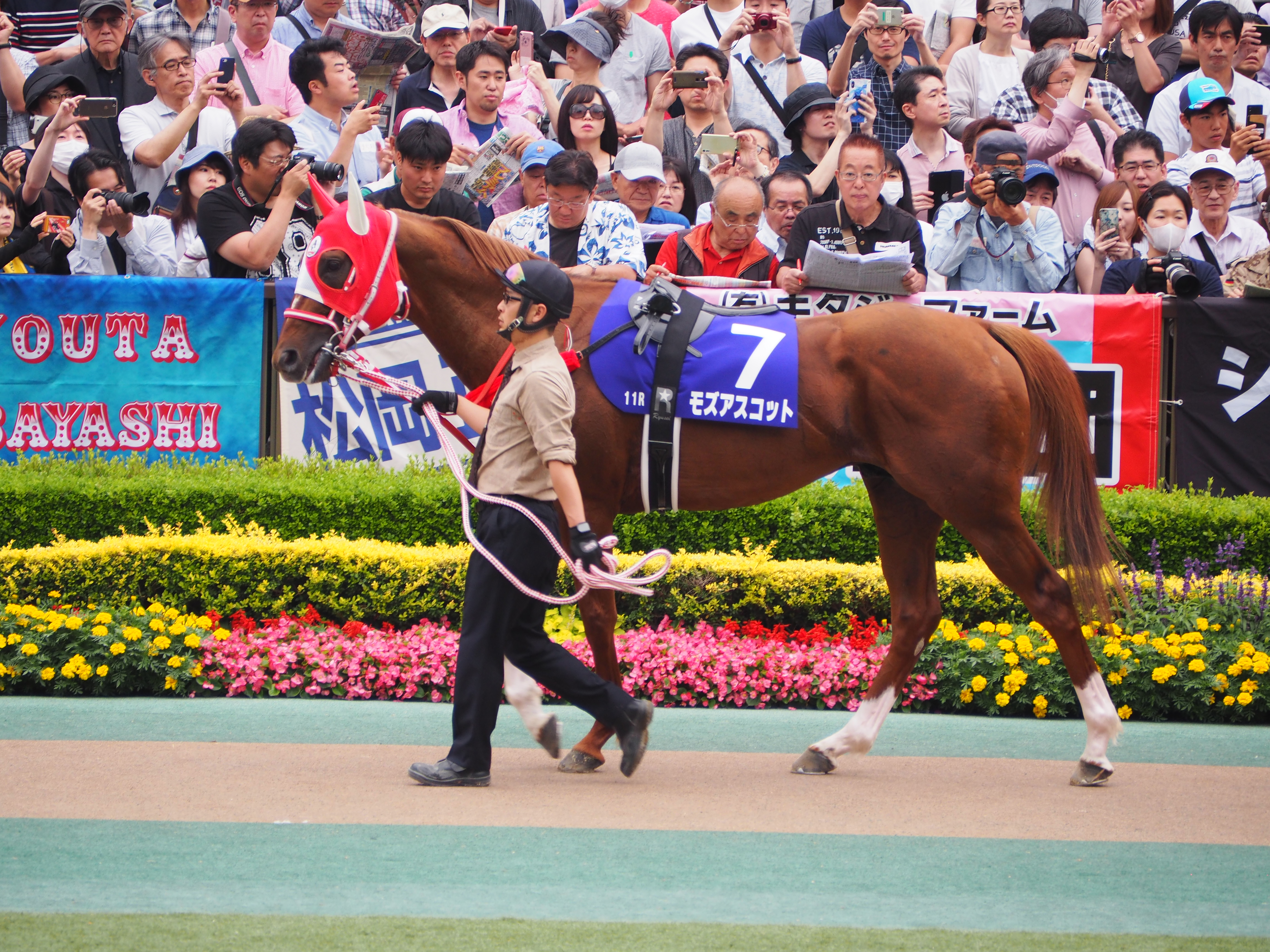
モズアスコット
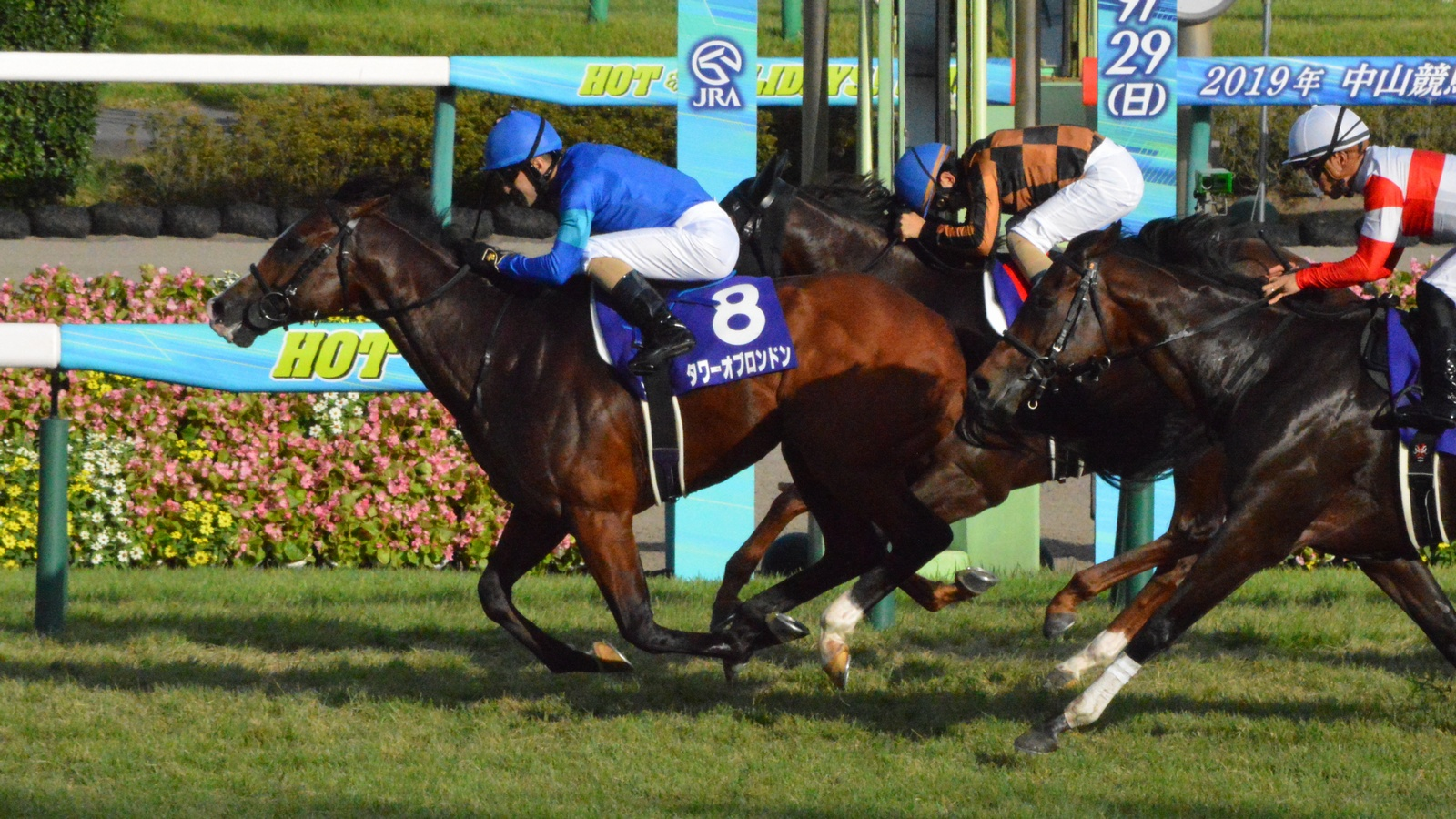
タワーオブロンドン
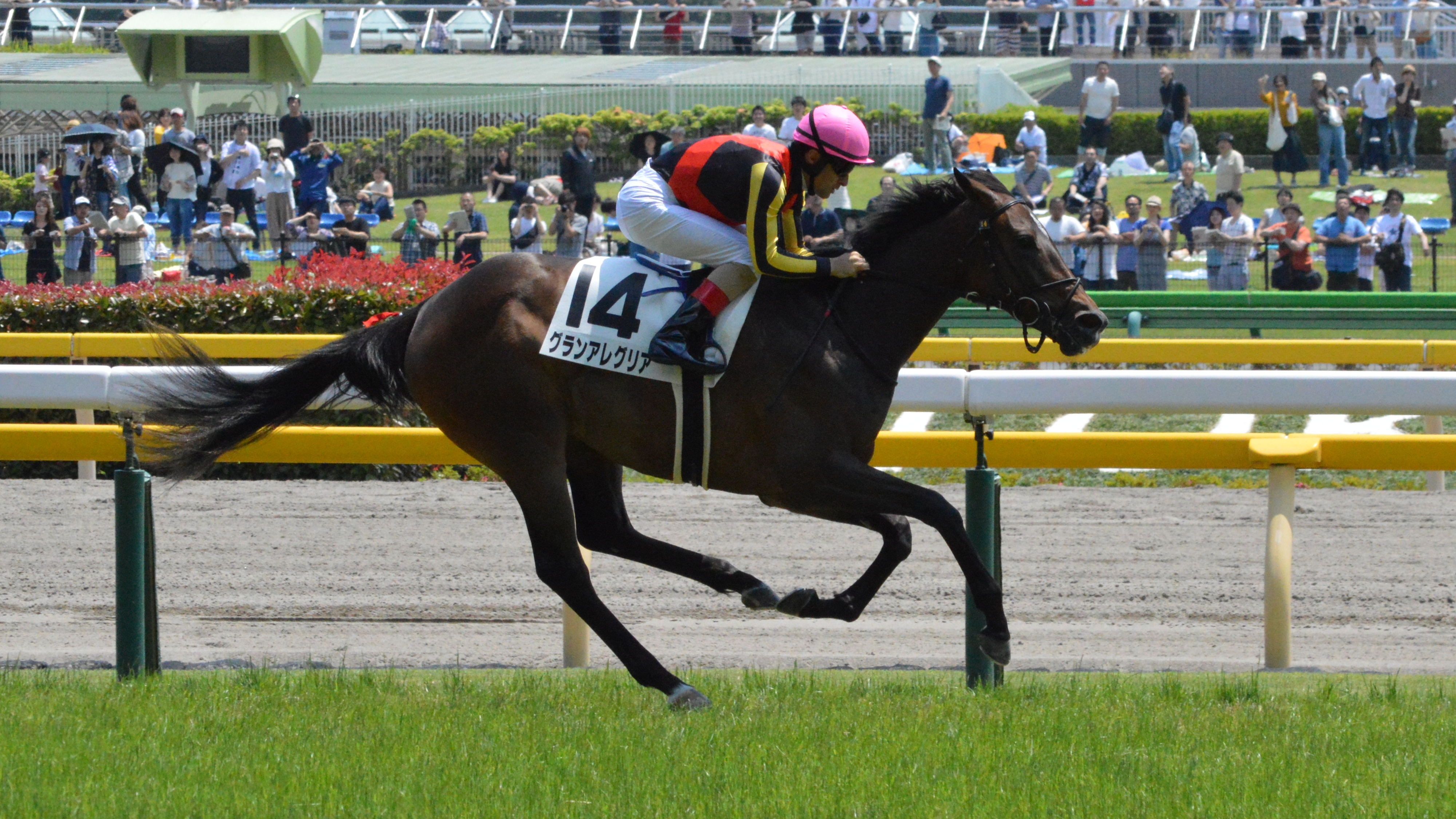
グランアレグリア
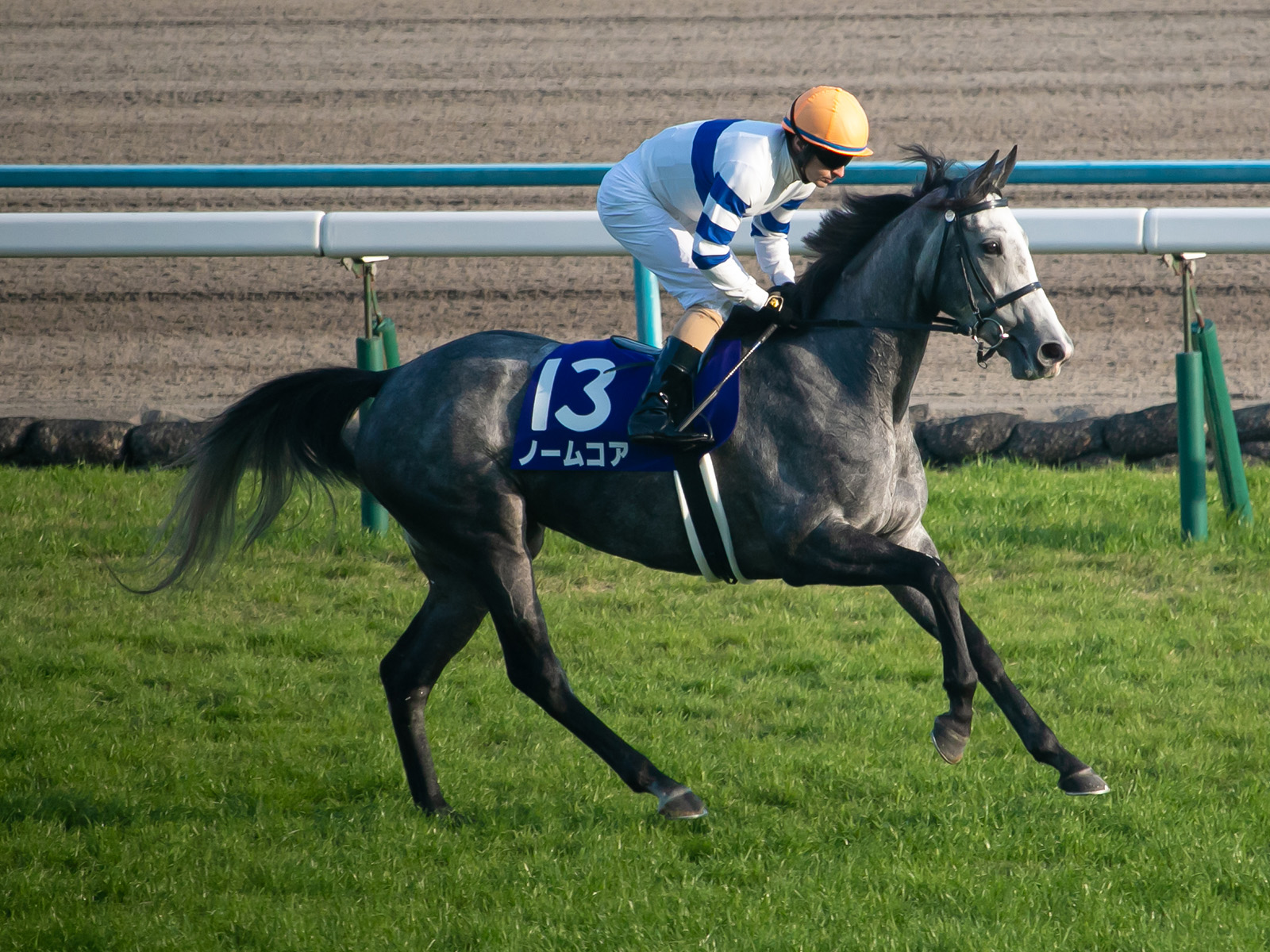
ノームコア
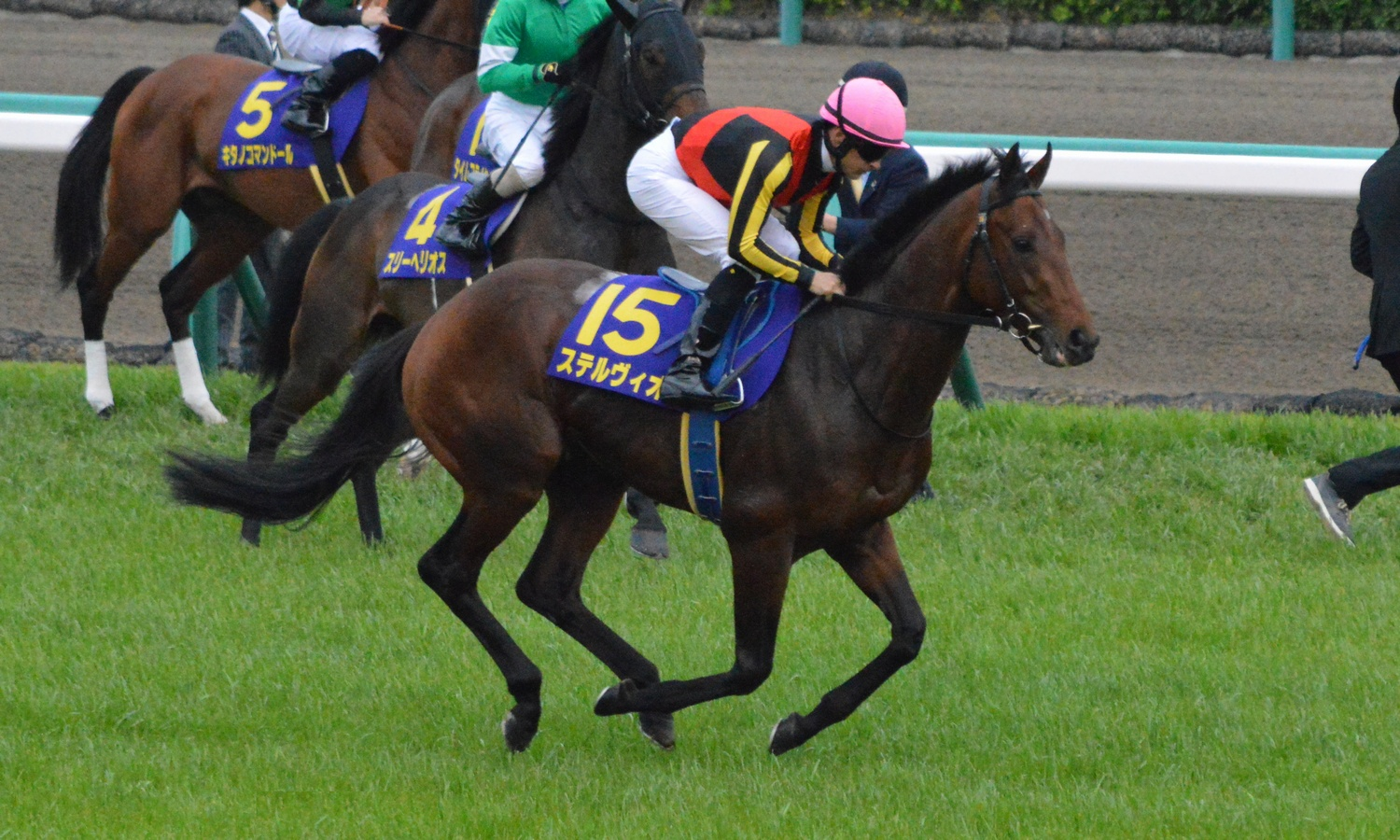
ステルヴィオ
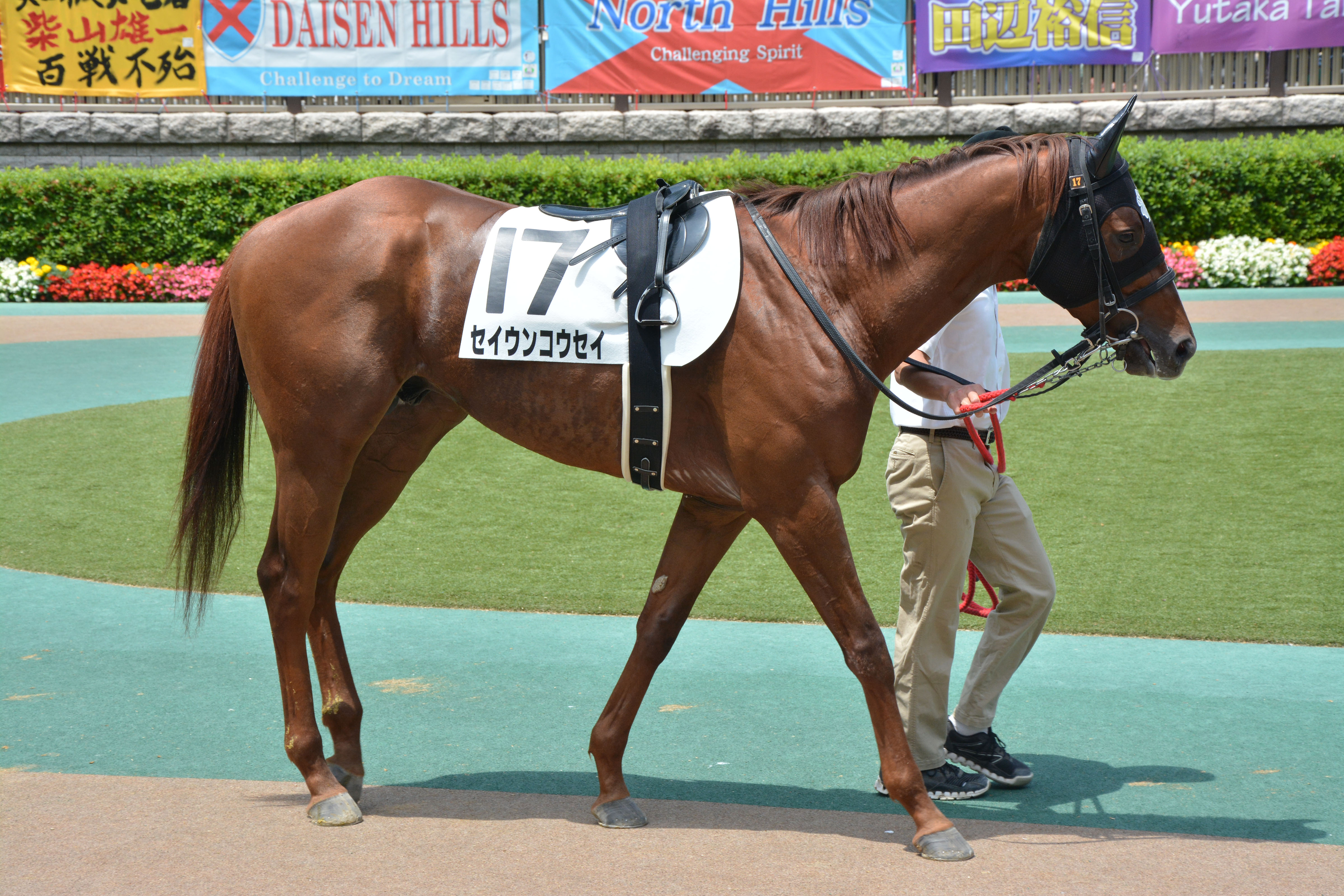
セイウンコウセイ

重賞優勝馬は、トライアル競走のオーシャンステークスを制するなどスプリント重賞4勝のダノンスマッシュ。前年のスワンステークス制覇など1400メートル戦で実績を残したダイアトニック。前年のオーシャンステークスを勝利したモズスーパーフレアや、高松宮記念に4年連続出走のナックビーナス、その他ダイメイプリンセス、アウィルアウェイ、グルーヴィット、ティーハーフが8頭が出走した。

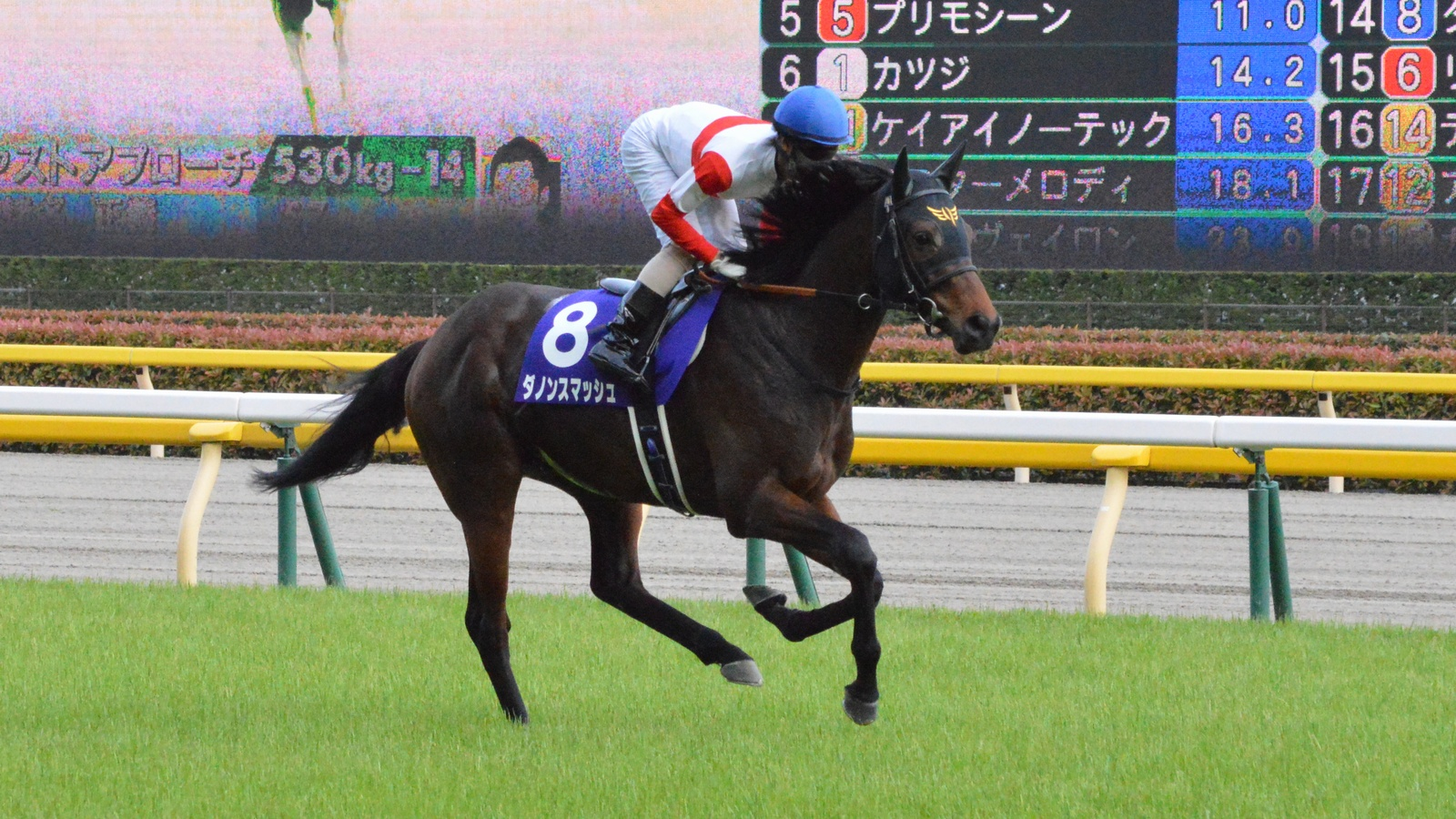
ダノンスマッシュ
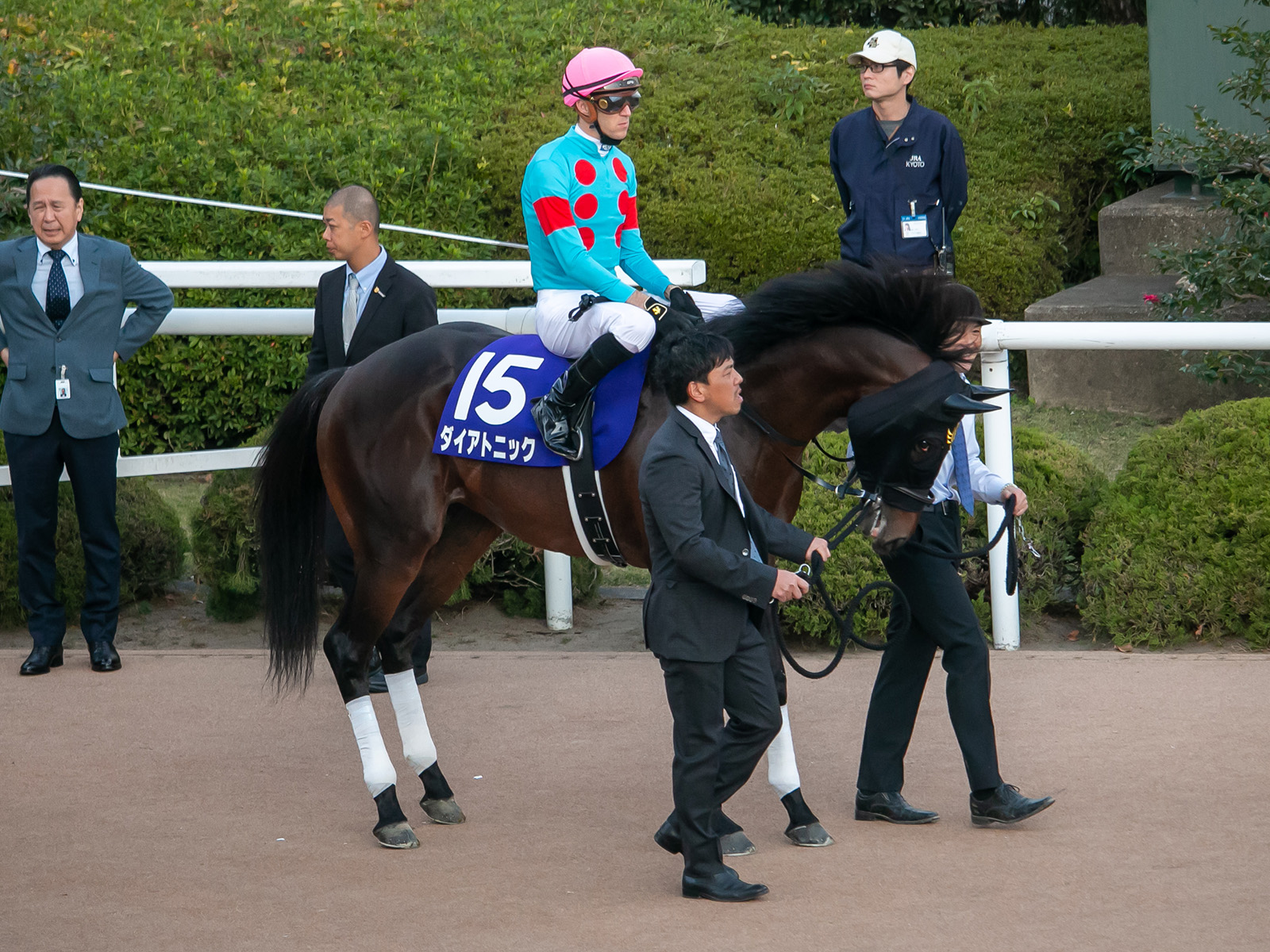
ダイアトニック
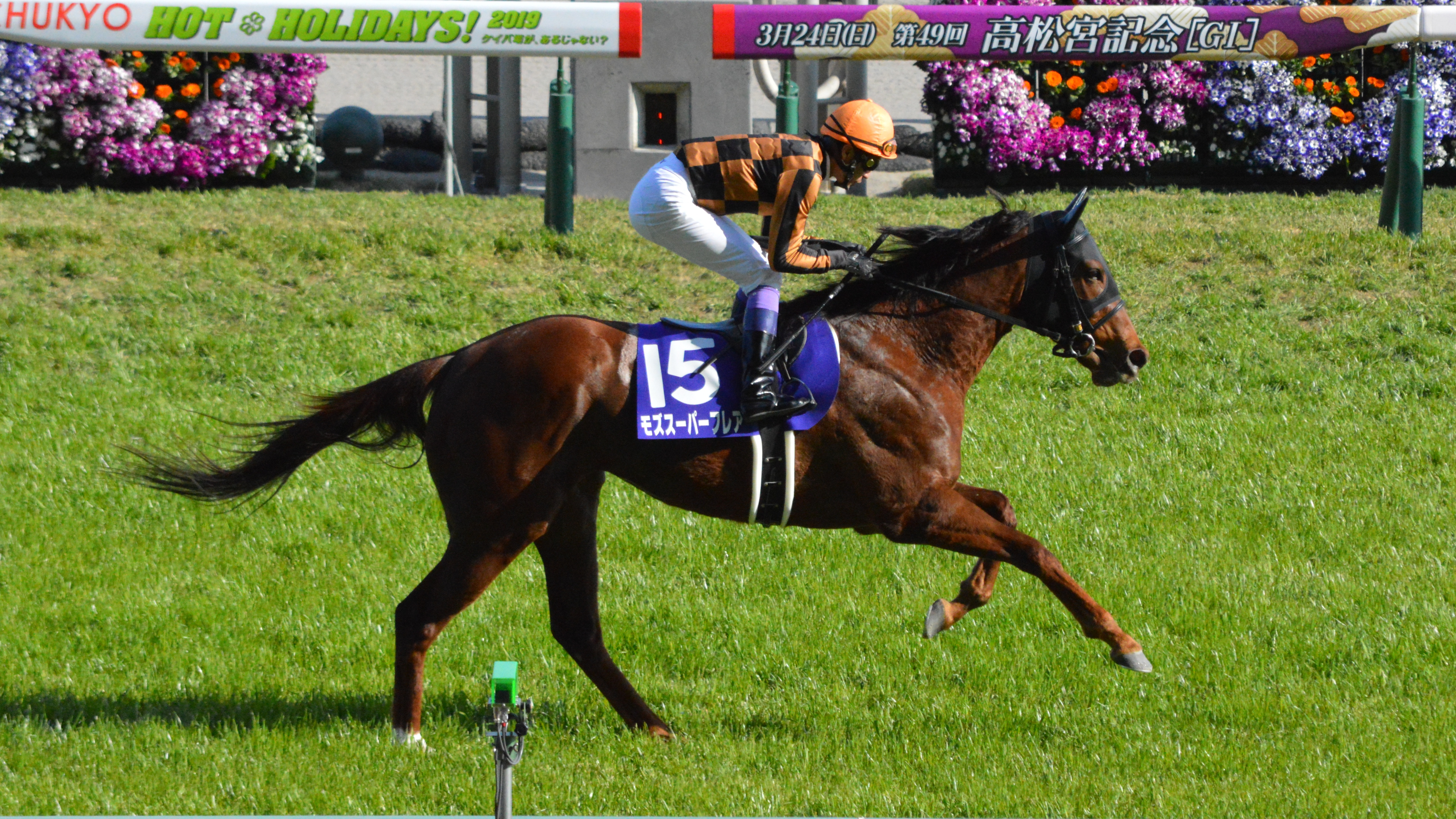
モズスーパーフレア
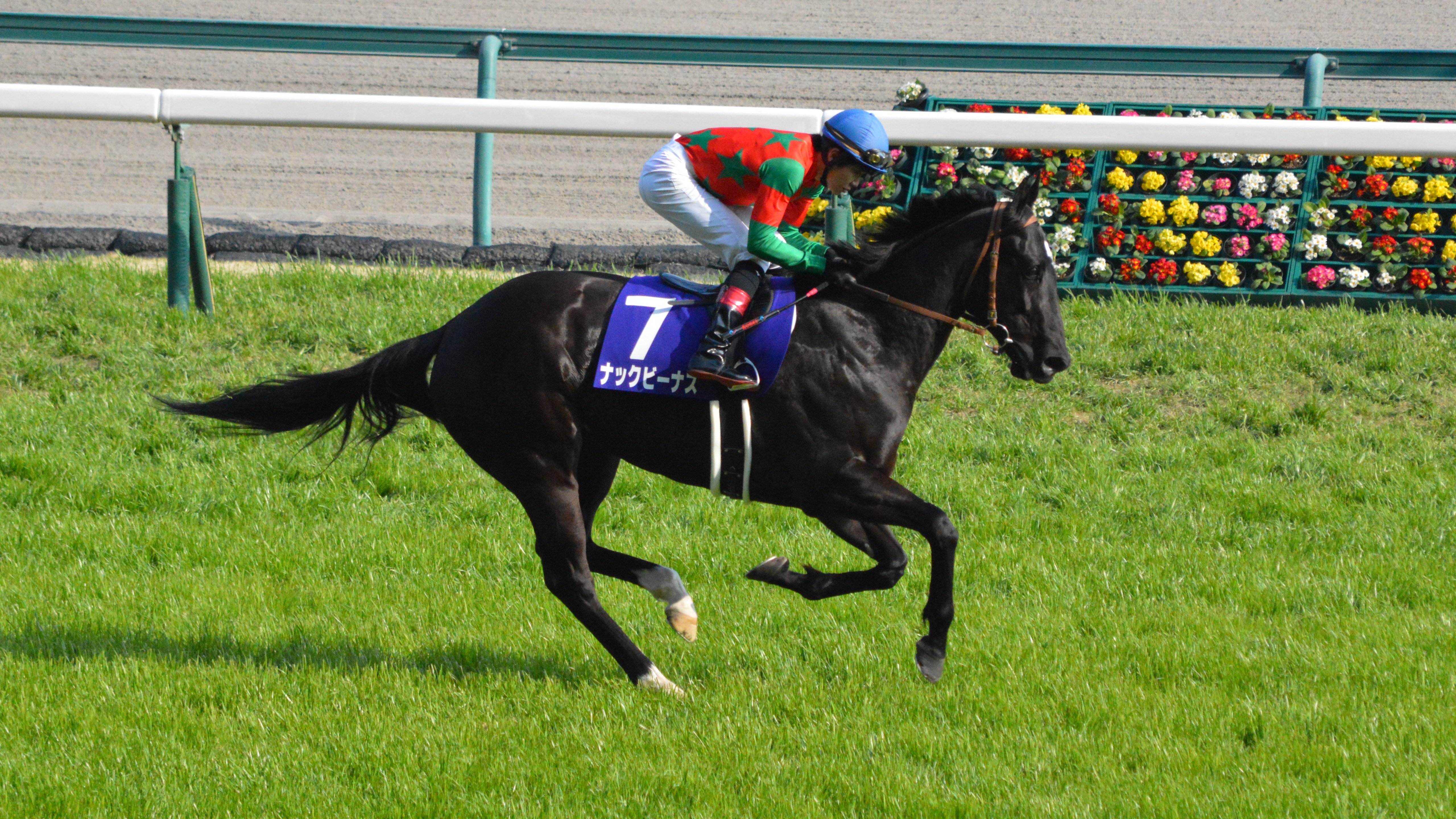
ナックビーナス
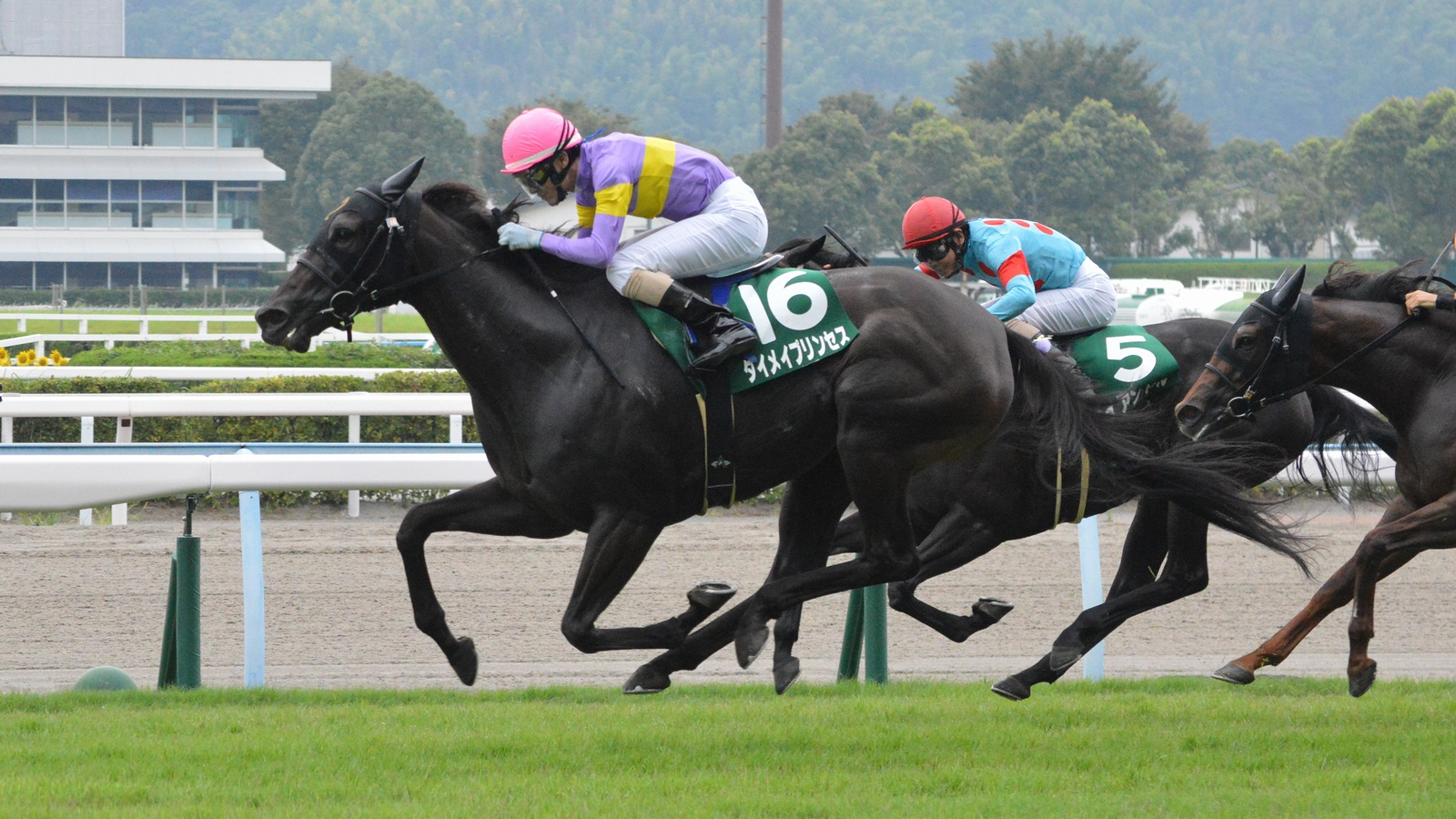
ダイメイプリンセス
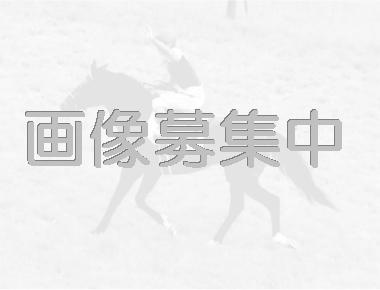
アウィルアウェイ
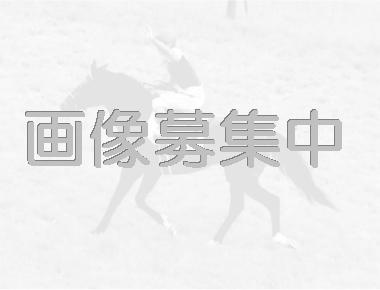
グルーヴィット
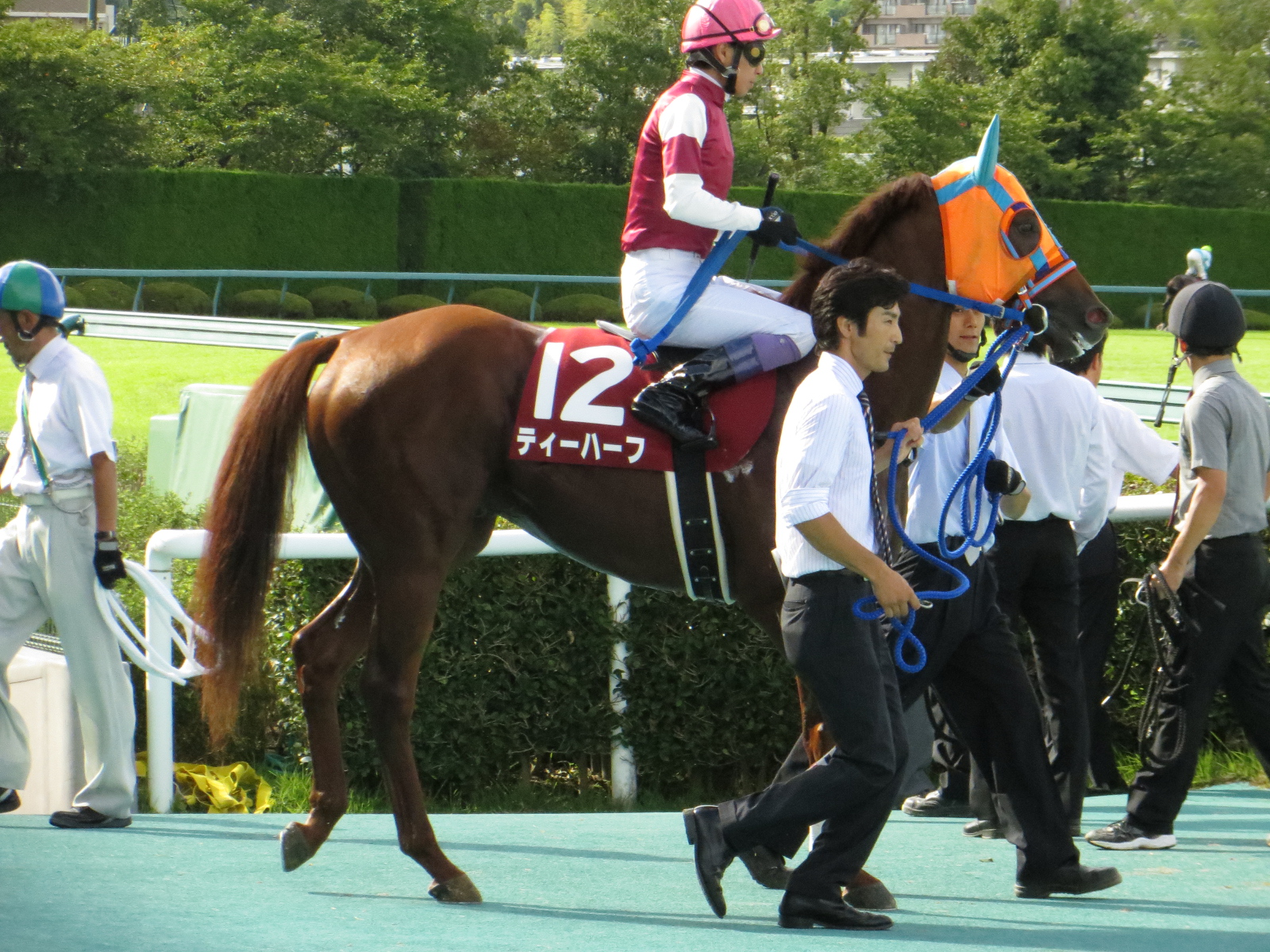
ティーハーフ

その他としては、前走リステッド競走の淀短距離ステークスを制したアイラブテーラー、スプリンターズステークス2着の経験があるラブカンプー、前走オープン競走勝利のシヴァージ、朝日杯フューチュリティステークスで2着の経験があるクリノガウディーが出走した。
| 馬名                      | 決定賞金（千円）          | レーティング              | 備考                      |
| 除外/回避馬（獲得賞金順） | 除外/回避馬（獲得賞金順） | 除外/回避馬（獲得賞金順） | 除外/回避馬（獲得賞金順） |
| ------------------------- | ------------------------- | ------------------------- | ------------------------- |
| ミスターメロディ          | 206,500                   | 114                       | ドバイ遠征により回避      |
| ゴールドクイーン          | 109,300                   | -                         | ドバイ遠征により回避      |
| ライトオンキュー          | 72,000                    | 110                       | ドバイ遠征により回避      |
| ソウルスターリング        | 56,000                    | 112                       | 同週開催の日経賞参戦      |
| キングハート              | 46,500                    | -                         |                           |
| ナインテイルズ            | 46,500                    | -                         |                           |
| ナランフレグ              | 44,000                    | -                         |                           |

高松宮記念に登録したものの回避した馬は、前年の高松宮記念を制したミスターメロディ。京阪杯で重賞初制覇を達成したライトオンキューは、ドバイワールドカップデーのアルクオーツスプリントに出走するために回避。ダートの短距離路線を進み前年のかきつばた記念を制したゴールドクイーンは、ドバイゴールデンシャヒーンに出走するために回避することとなった。ソウルスターリングは引退レースに日経賞を選択した。

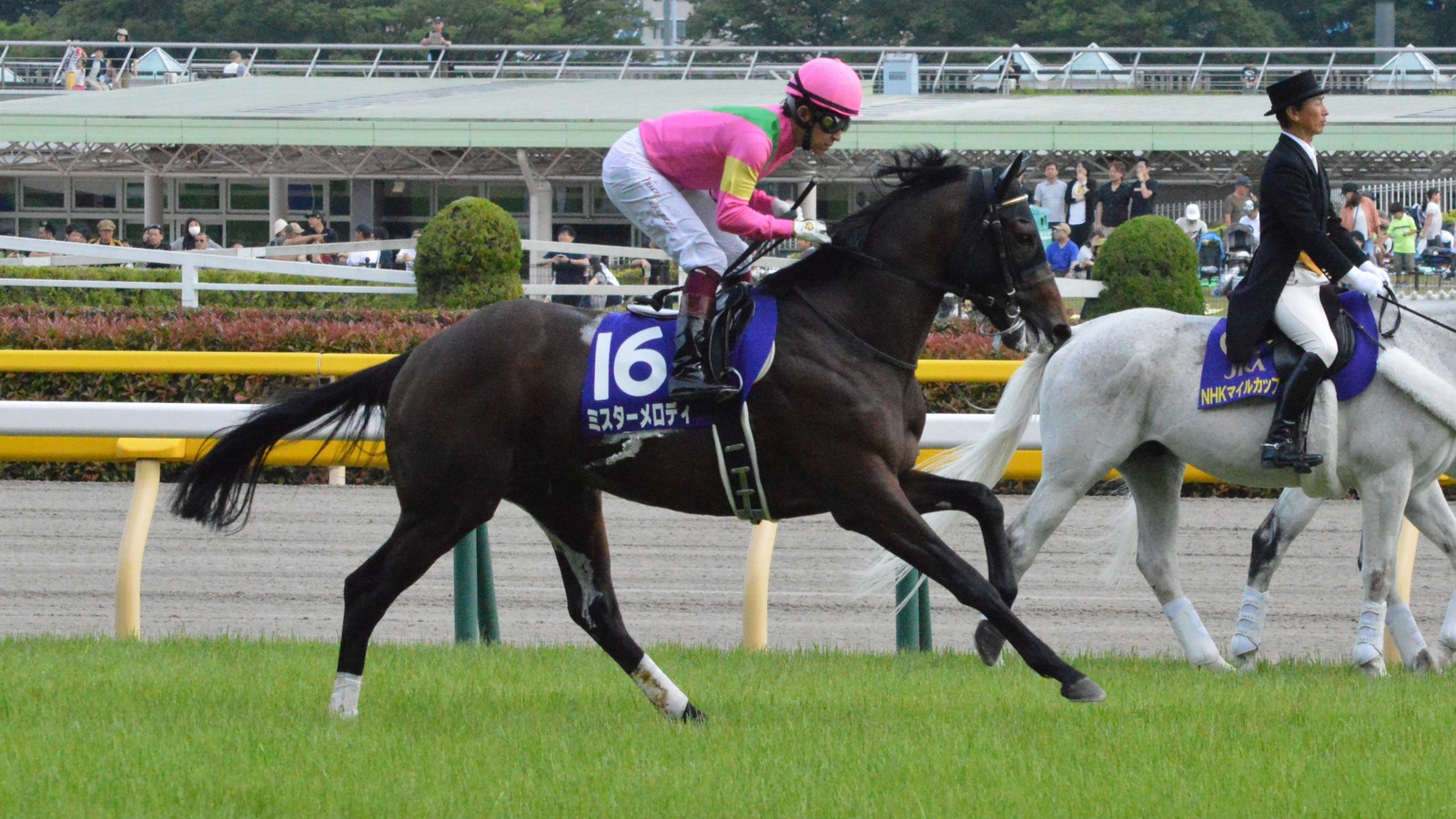
ミスターメロディ
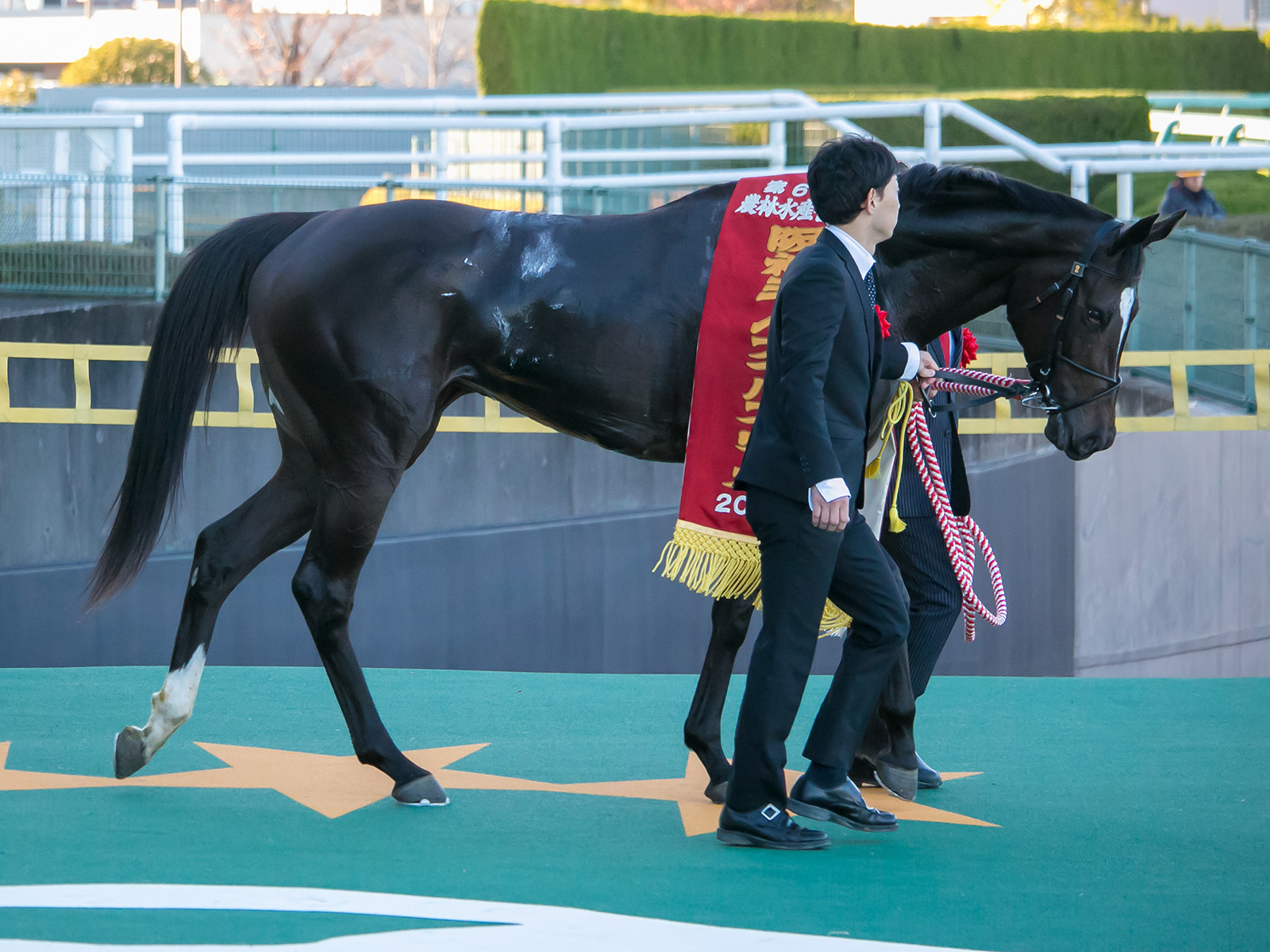
ソウルスターリング

#### 天候
| 3月               | 23日 （月） | 24日 （火） | 25日 （水）     | 26日 （木）     | 27日 （金）   | 28日 （土）   | レース当日 29日（日） |
| ----------------- | ----------- | ----------- | --------------- | --------------- | ------------- | ------------- | --------------------- |
| 昼 （6:00~18:00） | 快晴        | 晴          | 快晴            | 晴 一時くもり   | 雨            | くもり 一時雨 | 雨後くもり 一時晴     |
| 夜 （18:00~6:00） | 快晴        | 快晴        | くもり 後一時晴 | くもり 後一時雨 | 雨 時々くもり | 雨            | レース 終了後         |
| 合計降水量 （mm） | 0.0         | -           | -               | -               | 10.5          | 6.0           | 26.5                  |

開催直前の1週間の天気は、週の前半は天候に恵まれ降水量を記録することはなかった。しかし週の後半になり雨が続き、中京競馬場内の雨量は3.0ミリメートルを記録した。
当日は、朝から雨が降り、第1競走から天候は雨、第2競走で小雨と回復すると、第4競走で晴れとなった。その後メインレースの第11競走まで晴が継続した。

#### 馬場状態
日本中央競馬会（JRA）の発表によると、3月27日正午の時点では、馬場状態は「良」、含水率はゴール板前で12.1パーセント、第4コーナー付近では11.5パーセントと記録。
しかしレース前日の第2競走から「稍重」に変化、最終第12競走の岡崎特別まで「稍重」で進行した。レース当日は、最初の芝の競走である第3競走で「不良」、第7競走で「重」に回復し、以後変化なく第11競走は「重」で開催することとなった。
芝の草丈は、野芝約6から8センチメートル、洋芝は約12から16センチメートルに整備された。第3コーナーから4コーナーの内側、正面直線に部分的な痛みが認められたが、他は良好な芝の状態で、最も内側のAコースから3メートル外側に内柵を設置されるBコースが使用された。

## 出走馬と枠順
2020年3月29日 第1回中京競馬8日目 第11競走
天候：晴れ、馬場状態：重、発走時刻:15:40
| 枠番 | 馬番 | 競走馬名           | 性齢 | 騎手       | 斤量 | 調教師   | オッズ（人気） | 馬体重 （増減）[kg] | 前走          | 前走 | 前走 | 前走       | 前走 |
| 枠番 | 馬番 | 競走馬名           | 性齢 | 騎手       | 斤量 | 調教師   | オッズ（人気） | 馬体重 （増減）[kg] | 競走          | 格   | 着順 | 騎手       | 斤量 |
| ---- | ---- | ------------------ | ---- | ---------- | ---- | -------- | -------------- | ------------------- | ------------- | ---- | ---- | ---------- | ---- |
| 1    | 1    | ステルヴィオ       | 牡5  | 丸山元気   | 57   | 木村哲也 | 24.8（7人）    | 488（-4）           | 阪急杯        | GIII | 5着  | 丸山元気   | 57   |
| 1    | 2    | アウィルアウェイ   | 牝4  | 松山弘平   | 55   | 高野友和 | 38.1（11人）   | 480（+2）           | シルクロードS | GIII | 1着  | 川田将雅   | 55   |
| 2    | 3    | ダイアトニック     | 牡5  | 北村友一   | 57   | 安田隆行 | 9.2（4人）     | 472（+2）           | 阪急杯        | GIII | 3着  | 北村友一   | 57   |
| 2    | 4    | ティーハーフ       | 牡10 | 国分優作   | 57   | 西浦勝一 | 304.2（17人）  | 472（+8）           | オーシャンS   | GIII | 9着  | 国分優作   | 56   |
| 3    | 5    | ラブカンプー       | 牝5  | 酒井学     | 55   | 森田直行 | 329.2（18人）  | 444（+6）           | オーシャンS   | GIII | 13着 | F.ミナリク | 54   |
| 3    | 6    | ダノンスマッシュ   | 牡5  | 川田将雅   | 57   | 安田隆行 | 4.1（2人）     | 474（-4）           | オーシャンS   | GIII | 1着  | 川田将雅   | 56   |
| 4    | 7    | グルーヴィット     | 牡4  | 岩田康誠   | 57   | 松永幹夫 | 40.1（13人）   | 494（-2）           | ニューイヤーS | L    | 7着  | F.ミナリク | 56   |
| 4    | 8    | グランアレグリア   | 牝4  | 池添謙一   | 55   | 藤沢和雄 | 4.1（3人）     | 486（+12）          | 阪神C         | GII  | 1着  | C.ルメール | 54   |
| 5    | 9    | タワーオブロンドン | 牡5  | 福永祐一   | 57   | 藤沢和雄 | 3.8（1人）     | 514（-6）           | オーシャンS   | GIII | 3着  | C.ルメール | 58   |
| 5    | 10   | アイラブテーラー   | 牝4  | 武豊       | 55   | 河内洋   | 33.2（10人）   | 426（-8）           | 淀短距離S     | L    | 1着  | 武豊       | 54   |
| 6    | 11   | クリノガウディー   | 牡4  | 和田竜二   | 57   | 藤沢則雄 | 64.6（15人）   | 494（-2）           | 阪急杯        | GIII | 7着  | 森裕太朗   | 56   |
| 6    | 12   | セイウンコウセイ   | 牡7  | 幸英明     | 57   | 上原博之 | 22.8（6人）    | 504（±0）           | シルクロードS | GIII | 5着  | 幸英明     | 58   |
| 7    | 13   | ダイメイプリンセス | 牝7  | 秋山真一郎 | 55   | 森田直行 | 245.6（16人）  | 504（+14）          | オーシャンS   | GIII | 7着  | 秋山真一郎 | 54   |
| 7    | 14   | モズアスコット     | 牡6  | M.デムーロ | 57   | 矢作芳人 | 9.8（5人）     | 494（±0）           | フェブラリーS | GI   | 1着  | C.ルメール | 57   |
| 7    | 15   | ナックビーナス     | 牝7  | 田辺裕信   | 55   | 杉浦宏昭 | 57.6（14人）   | 532（-2）           | オーシャンS   | GIII | 2着  | 横山典弘   | 54   |
| 8    | 16   | モズスーパーフレア | 牝5  | 松若風馬   | 55   | 音無秀孝 | 32.3（9人）    | 494（±0）           | シルクロードS | GIII | 4着  | 松若風馬   | 56   |
| 8    | 17   | シヴァージ         | 牡5  | 藤岡佑介   | 57   | 野中賢二 | 40.0（12人）   | 500（±0）           | 北九州短距離S | OP   | 1着  | 藤岡佑介   | 56   |
| 8    | 18   | ノームコア         | 牝5  | 横山典弘   | 55   | 萩原清   | 26.7（8人）    | 478（+11）          | 香港マイル    | G1   | 4着  | C.ルメール | 55.5 |

## 競走結果

### 展開

#### スタート、向こう正面
スタートは概ね正常で、その中でも、内からダイアトニック、ラブカンプー、クリノガウディー、セイウンコウセイ、モズスーパーフレアが他よりも抜きん出た好スタートをきった。先頭集団からハナを奪って逃げの手を打ったのはモズスーパーフレアで、その数馬身後方に大きな馬群を形成、その先行勢には、好スタートを切った面々と、最内枠のステルヴィオ、アウィルアウェイなどが位置。中団には上位人気のダノンスマッシュやタワーオブロンドン、グランアレグリアが位置、後方にはシヴァージやモズアスコットらが控え、馬群から数馬身離された後方にアイラブテーラーが追走する流れとなった。

#### 最終コーナー、最後の直線
陣形変わらずモズスーパーフレアが後方を離して逃げる中、最終コーナー付近でモズアスコットなどの後方待機らが進出を目論み追い込みを開始、それにつれて直線コースの入り口でタワーオブロンドン、グランアレグリアら上位人気が外に持ち出した。
残り400メートル通過でもモズスーパーフレアは逃げ続け、2番手集団に好スタートを切ったダイアトニック、セイウンコウセイ、クリノガウディーが、その後方にダノンスマッシュ、さらに馬場の外から追い込みを開始したタワーオブロンドンとグランアレグリアが追い出しを開始し、追い込みを開始した。
残り200メートル通過でもモズスーパーフレアが先頭であったが、2番手集団との差は縮まり、特に一番外側のクリノガウディーと内側のダイアトニックが脚を伸ばしていた。後方では内のダノンスマッシュは伸びずに後退、タワーオブロンドンも伸びを欠いており、グランアレグリア、大外に持ち出したシヴァージなどが脚を伸ばしていた。

#### 斜行事象
残り100メートル、最も内側を逃げるモズスーパーフレアや抜け出しを図るダイアトニックを左側に臨んでいたクリノガウディーが先頭に立とうと脚を伸ばしていた。しかしそれと同時にモズスーパーフレアやダイアトニックが走る左側へもたれてしまい、斜行した結果内側の2頭に接触。特に前の2頭の間から抜け出そうとしていたダイアトニックには直線で進路を妨害し不利を与えた形となった。

#### 4頭並んだ決勝線
その後、不利を受けたモズスーパーフレアとダイアトニックが盛り返し、大外から追い込んできたグランアレグリアがその3頭に並びかけたところで決勝線、4頭が並びかけてゴール板を通過した。

#### 審議
入線後、着順掲示板には審議を示す青ランプが灯り、さらに着順も写真判定となった。写真判定が終わり入線順が公開されて1位入線がクリノガウディー、2位がモズスーパーフレア、3位がグランアレグリア、4位がダイアトニックと発表されたが審議が継続された。対象は先述の事象で、焦点は走行妨害がなければモズスーパーフレアとダイアトニックがクリノガウディーに先着できていたかの判断であった。入線した17分後、15時58分にクリノガウディーの4着降着、モズスーパーフレアが1着、2着グランアレグリア、3着にダイアトニックが繰り上がって確定、払い戻しの発表がなされた。
モズスーパーフレアはバランスを崩されたことが、ダイアトニックは最もスピードが上がっていた地点で不利を受け、スピードが落ちた後、立て直してからも伸び、最後にクリノガウディーとの差を詰めたことが降着の判断の決め手となった。

### 着順
| 着順 | 枠番 | 馬番 | 競走馬名           | タイム | 着差    | 上がり3ハロン | 騎手       | 斤量 | 人気 |
| ---- | ---- | ---- | ------------------ | ------ | ------- | ------------- | ---------- | ---- | ---- |
| 1着  | 8    | 16   | モズスーパーフレア | 1:08.7 |         | 34.5          | 松若風馬   | 55   | 9    |
| 2着  | 4    | 8    | グランアレグリア   | 1:08.7 | ハナ    | 33.1          | 池添謙一   | 55   | 3    |
| 3着  | 2    | 3    | ダイアトニック     | 1:08.7 | アタマ  | 33.7          | 北村友一   | 57   | 4    |
| 4着  | 6    | 11   | クリノガウディー   | 1:08.7 | 4位降着 | 33.8          | 和田竜二   | 57   | 15   |
| 5着  | 8    | 17   | シヴァージ         | 1:09.0 | 2       | 33.1          | 藤岡佑介   | 57   | 12   |
| 6着  | 4    | 7    | グルーヴィット     | 1:09.0 | ハナ    | 33.2          | 岩田康誠   | 57   | 13   |
| 7着  | 6    | 12   | セイウンコウセイ   | 1:09.1 | クビ    | 34.4          | 幸英明     | 57   | 6    |
| 8着  | 2    | 4    | ティーハーフ       | 1:09.1 | ハナ    | 33.8          | 国分優作   | 57   | 17   |
| 9着  | 1    | 1    | ステルヴィオ       | 1:09.3 | 1       | 34.1          | 丸山元気   | 57   | 7    |
| 10着 | 3    | 6    | ダノンスマッシュ   | 1:09.7 | 2.1/2   | 34.7          | 川田将雅   | 57   | 2    |
| 11着 | 1    | 2    | アウィルアウェイ   | 1:09.7 | アタマ  | 34.2          | 松山弘平   | 55   | 11   |
| 12着 | 5    | 9    | タワーオブロンドン | 1:09.8 | 3/4     | 34.5          | 福永祐一   | 57   | 1    |
| 13着 | 7    | 14   | モズアスコット     | 1:09.9 | クビ    | 33.7          | M.デムーロ | 57   | 5    |
| 14着 | 7    | 15   | ナックビーナス     | 1:10.3 | 2.1/2   | 35.3          | 田辺裕信   | 55   | 14   |
| 15着 | 8    | 18   | ノームコア         | 1:10.6 | 1.3/4   | 35.0          | 横山典弘   | 55   | 8    |
| 16着 | 3    | 5    | ラブカンプー       | 1:10.6 | クビ    | 35.4          | 酒井学     | 55   | 18   |
| 17着 | 7    | 13   | ダイメイプリンセス | 1:10.9 | 2       | 35.0          | 秋山真一郎 | 55   | 16   |
| 18着 | 5    | 10   | アイラブテーラー   | 1:21.9 | 大差    | 42.9          | 武豊       | 57   | 10   |

#### データ
| ハロンタイム        | 12.1 - 10.8 - 11.3 - 11.4 - 11.2 - 11.9 |
| ペース              | ミドルペース                            |
| 600m通過タイム      | 34.2秒                                  |
| 優勝馬上がり3ハロン | 34.5秒（モズスーパーフレア）            |
| 上がり最速          | 33.1秒（グランアレグリア、シヴァージ）  |

#### 払戻
| 単勝   | 16         | 3,230円   |
| 複勝   | 16         | 810円     |
| 複勝   | 8          | 210円     |
| 複勝   | 3          | 290円     |
| 枠連   | 4-8        | 2,300円   |
| 馬連   | 8-16       | 9,150円   |
| ワイド | 8-16       | 3,540円   |
| ワイド | 3-16       | 3,770円   |
| ワイド | 3-8        | 880円     |
| 馬単   | 16-8       | 26,540円  |
| 3連複  | 3 - 8 - 16 | 22,830円  |
| 3連単  | 16 - 8 - 3 | 217,720円 |

## 記録

### モズスーパーフレア
- モズスーパーフレアは、GI初勝利。
- 騎乗した松若風馬は、デビュー7年目、GI騎乗機会20戦目で初勝利[47]。
- 管理調教師の音無秀孝は2006年の第36回高松宮記念、オレハマッテルゼで制して以来14年ぶりの高松宮記念制覇[47]で、これはGⅠ昇格後の同レース史上最長ブランクでの優勝となっている（2024年現在）。
- 父スパイツタウンはJRAのGI初勝利[47]。地方ではリエノテソーロが全日本2歳優駿でJpnIを勝利している[47]。
- 牝馬の高松宮記念制覇は、2012年のカレンチャン以来8年ぶり[47]。
- 外国産馬の高松宮記念制覇は、前年のミスターメロディに続いて2年連続[47]。

### 降着
- JRAのGIで馬券圏内の該当馬が降着となったのは、2010年の第30回ジャパンカップでブエナビスタが1位入線ののち2着となり[48]、2位入線のローズキングダムが繰り上がり優勝となって以来10年ぶり[47][48]。
- JRAのGIで1着から該当馬が馬券圏外への降着となったのは、2006年の第31回エリザベス女王杯でカワカミプリンセスが1位入線のち12着[49]。2位入線のフサイチパンドラが繰り上がり優勝となって以来14年ぶり[47][49]。
- 降着ルールが変更された2013年以来、初めてGIで降着ルールが適用された[47]。

### 無観客競馬・売上
- 売り上げは電話投票・インターネット投票での馬券発売に限定されたが127億134万8200円で[50]、前年の126億4795万3600円と比べて100.4パーセントとわずかに前年を上回った[51][50]。
- 同日の中山競馬が降雪のために第3競走から中止、中山競馬場で予定されていた対象レースの船橋ステークス、マーチステークスが延期となったためにWIN5は発売が取りやめとなった[52][53]。
- レース当日の中京競馬場への入場者数は、0人。前年の3万85人から大幅に減少した[51]。

## エピソード

### 降着

#### 加害馬
- クリノガウディー

和田竜二は「スタート良く、前が速くならず、良い感じで行けました。しかし、気を付けていましたが、左にもたれてしまいました。もたれるのを直すだけでは進まないので追いましたが、結局迷惑をかけてしまいました。申し訳ないです。能力はあり、1200メートルにも対応してくれました。それだけにもったいなかったです。今後も左に行くのが課題になります」。
この件により、和田竜二は2020年4月11日から19日まで9日間の騎乗停止の処分が科された。

#### 被害馬
- モズスーパーフレア

松若は「ゴール板を抜けたときは負けたかなと正直思ったんで。まさか勝てると思っていなかったんですけど、初めて勝てて、素直にとてもうれしいです。スタートだけしっかり大切に出そうと思っていたので。しっかりスタートも決まってくれましたし、自分のリズムで、いいペースで行けたなあと思います。あまりそこまで（馬場は）悪くなってほしくないなと思っていたんですけど、午後に晴れてくれて、少し回復していたので、そういうのもよかったんじゃないかなと思います。ゴール前はホントに必死で、無我夢中で追っていました」。

- ダイアトニック

北村友一は「前回降着となったのにまた騎乗依頼を頂けて有難かったです。今日は結果を残したかったのですが、不利もあって結果が残せませんでした」。

### 談話
- グランアレグリア

池添は、「直線で外に出すとすごい伸び脚でした。初めての1200mでうまくレースができませんでした。結果を出すことができず残念です」。
- シヴァージ

藤岡は「出負けする形になりましたから脚をためるレースをしました。最後は良い脚を使いました。初めてのGIで内容のあるレースだったと思います」。
- グルーヴィット

岩田康誠は「ラストを伸ばす感じのレースをしました。良い脚を使ってくれました」。
- セイウンコウセイ

幸は「良い形でレースはできていたと思います。馬の具合も良かったのですが、終いの伸びが今一つでした」。
- ティーハーフ

国分優作は「しっかり脚を使いました。最後こそ少し疲れましたが、10歳でもよく頑張りました」。
- ダノンスマッシュ

管理する安田隆行は「ゲートでつまずいてしまいました。運が無かったです。改めて仕切り直しです」。
川田は「結果を出せずに申し訳ありません」。
- タワーオブロンドン

福永は「4コーナーではバッチリといった感じでしたが、追い出してからはトモが流れてしまい、手応えほど伸びがありませんでした」。
- モズアスコット

デムーロは「スタートを出てくれませんでした。その後も忙しい感じでした。走りも今一つでした。馬場が合いませんでした」。
- ダイメイプリンセス

秋山真一郎は「4コーナーからずっとのめっていました」。